# Стеклопластик
Стеклопла́стик — вид композиционных материалов (пластических материалов), состоящих из стекловолокнистого наполнителя (стеклянное волокно, кварцевое волокно и др.) и связующего вещества (термореактивные и термопластичные полимеры).

## Основные сведения

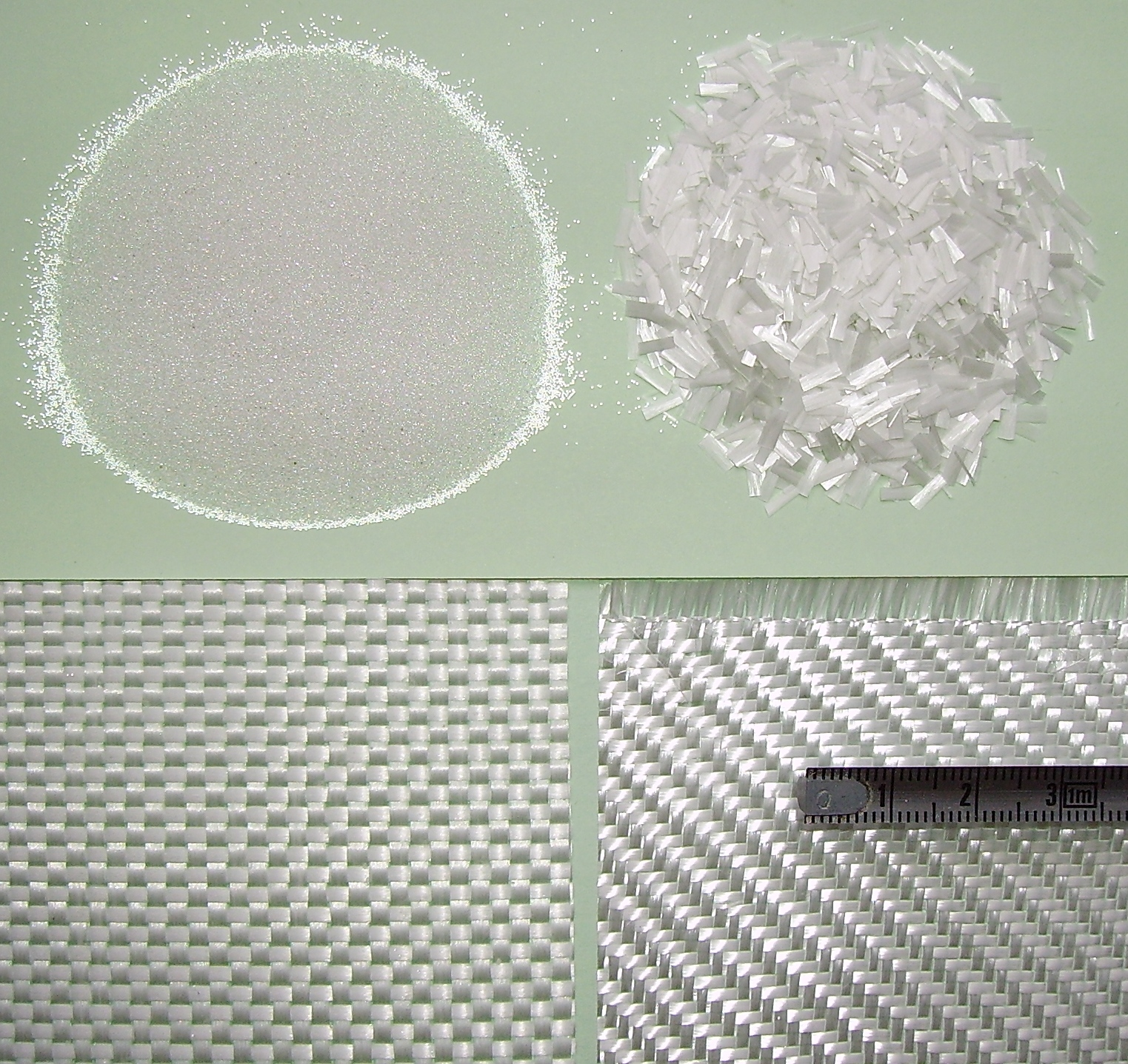
Стекловолокно

Стеклопластик — слоистый материал, наполнителем которого служит стекловолокно, а матрицей является фенолформальдегидная смола. Благодаря высоким механическим свойствам, малому удельному весу и высокой теплостойкости стеклопластик является перспективным материалом, что позволяет его широко использовать в различных отраслях машиностроения. Стеклопластики обладают очень низкой теплопроводностью (сравнимо с деревом), прочностью как у стали, биологической стойкостью, а также атмосферостойкостью. Стеклопластик подвержен влагонасыщению, водонасыщению и истираемости.
Стеклопластики уступают стали по абсолютным значениям предела прочности, но в 3,5 раза легче её и превосходят сталь по удельной прочности. При изготовлении равнопрочных конструкций из стали и стеклопластика, стеклопластиковая конструкция будет в несколько раз легче. Коэффициент линейного расширения стеклокомпозита близок к стеклу (составляет (11—13)×10⁻⁶ 1/°С), что делает его наиболее подходящим материалом для светопроницаемых конструкций. Плотность стеклопластика, полученного путём прессования или намотки, составляет 1,8—2,0 г/см³.
До недавнего времени стеклопластики использовались преимущественно в самолётостроении, кораблестроении и космической технике. Широкое применение сдерживалось, в основном из-за отсутствия промышленной технологии, которая позволила бы наладить массовый выпуск профилей сложной конфигурации с требуемой точностью размеров. Эта задача была успешно решена с созданием пултрузионной технологии. Существует достаточно много методов, позволяющих массово производить стеклопластиковые изделия различной конфигурации, необязательно профили — например, RTM или вакуумная формовка.
Стеклопластики являются одними из самых доступных и недорогих композиционных материалов. Основные затраты при производстве изделий из стеклопластика приходятся на технологическое оборудование и рабочую силу, затраты на которую велики за счёт трудоёмкости и больших временных затрат, что вызывает затруднения при массовом производстве. На данный момент изделия из стеклопластика проигрывают по цене изделиям из металла. Наиболее выгодно использование стеклопластика при мелкосерийном производстве. Крупносерийное производство становится более выгодным при использовании вакуумного формования. Также выгодным может быть и контактное формование, в случае, если цена рабочей силы невелика.
Стеклопластик окрашивается, декорируется, покрывается плёнками ПВХ и натурального шпона, прекрасно поддаётся всем видам механической обработки (сверлится, пилится и т. п. — однако при этом образуется крайне канцерогенная пыль, легко въедающаяся в кожу, что требует тщательной защиты задействованного персонала). Стеклопластик рулонный представляет собой гибкий листовой материал, изготовленный на основе стеклоткани с пропиточным составом на основе латексов различных марок, как правило выпускается с красителем жёлтого цвета. Стеклопластик можно производить любой формы, цвета и толщины. Стеклопластик имеет удовлетворительную атмосферостойкость, при условии наличия защитного покрытия, однако плохо переносит абразивный износ (песок летящий с дороги), он достаточно хрупок и с годами может деформироваться.

## Применение

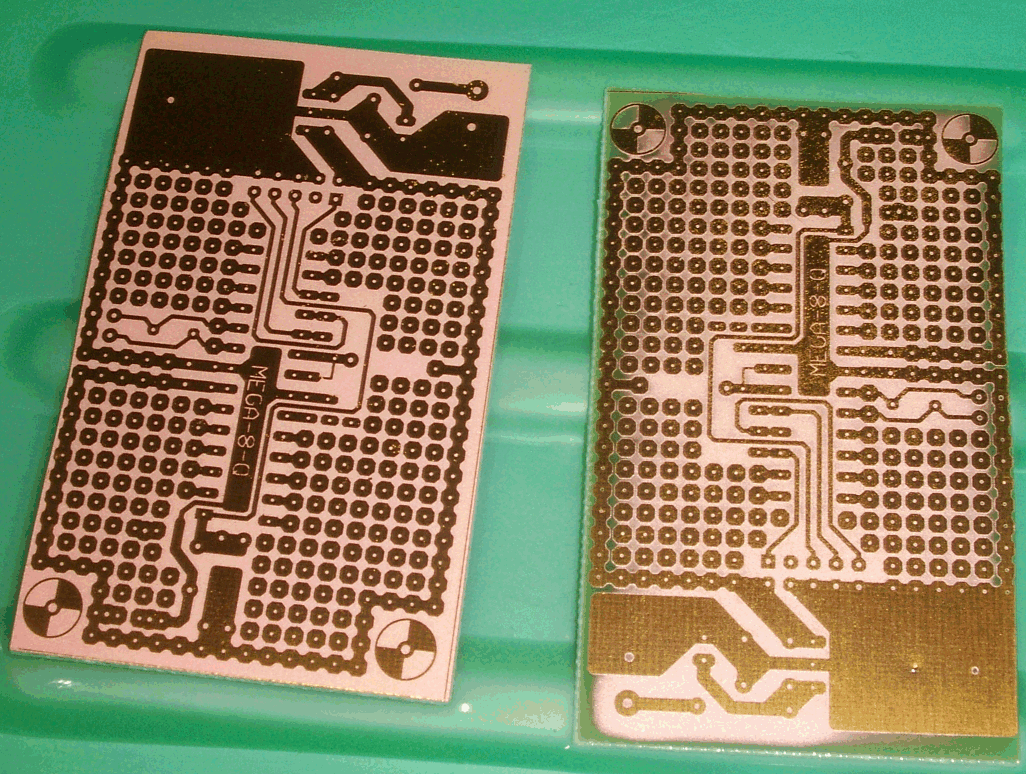
Макетная плата на стеклотекстолите

Из стеклопластиков производят следующие изделия: дверные, оконные и другие профили, бассейны, купели, водные аттракционы, водные велосипеды, лодки, рыболовные удилища, таксофонные кабины, кузовные панели и обвесы для грузовых и легковых автомобилей, корпуса планеров и легкомоторных самолётов, диэлектрические лестницы и штанги для работ в опасной близости от конструкций под напряжением.
Стеклопластик — один из наиболее широко применяемых видов композиционных материалов. Из стеклопластиков в частности изготавливают трубы, выдерживающие большое гидравлическое давление и не подвергающиеся коррозии, корпуса ракетных двигателей твёрдого топлива (РДТТ), радиопрозрачные купола и обтекатели различных антенн, лодки, корпуса маломерных судов и многое другое. В США начало широкого применения конструкционных стеклопластиков было инициировано осуществлением программы «Поларис» во второй половине 1950-х годов — программы создания первой твердотопливной ракеты ВМФ США для подводного старта.
Трубы и трубчатые конструкции получают намоткой пропитанного связующим (смола, отвердитель и модифицирующие добавки) стекловолокна на вращающуюся оправку (чаще всего стальную) с последующим отверждением и распрессовкой (снятием намотанной трубы со стальной оправки). Если диаметр трубы большой, то технически и экономически целесообразно использовать стеклопластиковую оправку.
Стойкость к действию химикатов и эксплуатационные показатели стеклопластика продемонстрированы за десятилетия использования разнообразных изделий из композитов в сотнях различных химических сред. Практический опыт был дополнен систематической оценкой соединений, подвергнутых воздействию большого количества химических сред в лабораторных условиях.
Стеклопластиковые корпуса моделей судов, самолётов, машин и т. п. можно вручную изготавливать из эпоксидного клея и стеклоткани в условиях личной мастерской, что довольно часто практикуется в домах детского творчества.
Листовой стеклопластик заводского изготовления известен как стеклотекстолит, он широко используется в электротехнике в качестве основы для печатных плат.
Стеклопластики особых сортов используются в составе композитной брони танков и другой военной техники.

### Жилищное строительство

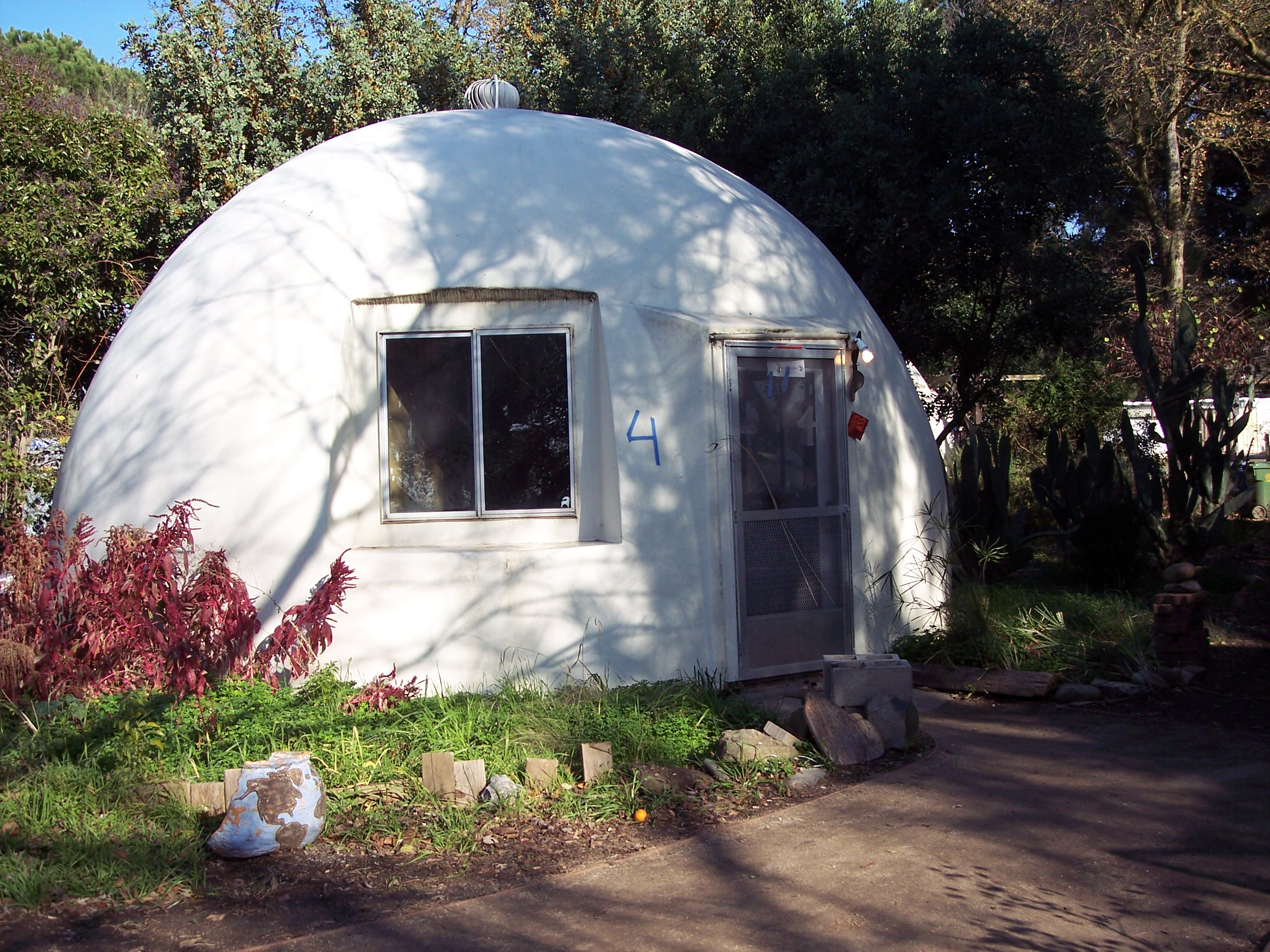
Дом из стекловолокна, Калифорния

Стеклопластик также используется на рынке жилищного строительства для производства кровельных ламинатов, дверей, раздвижных конструкций, навесов, окон, дымоходов, порогов. Использование стекловолокна для этих приложений обеспечивает гораздо более быстрый монтаж в связи с уменьшением веса, скорости обработки и жёсткости конструкций. Использование специальных смол делает конструкции из стеклопластика экологичными и негорючими. С появлением высокотехнологичных производственных процессов увеличился объём стекловолоконных панелей, которые могут быть использованы в конструкции стен домов. Эти панели могут быть сделаны с соответствующей изоляцией, снижающей теплопотерю. Для бетона используется стеклопластиковая арматура.

## Изделия

### Изделия из химически стойкого стеклопластика
- напорные и безнапорные трубопроводы для транспортировки агрессивных жидкостей и сред;
- ёмкости — как горизонтальные, так и вертикальные — для хранения и транспортировки агрессивных жидкостей;
- желоба для подачи электролита;
- секции охлаждающих градирен, напорные коллекторы;
- газоотводящие стволы дымовых труб;
- скрубберы, абсорберы, циклоны, аппараты Вентури;
- колонные аппараты, регенерационные колонны, корпуса электрофильтров;
- травильные, гальванические и электролизные ванны;
- вентиляционные системы для удаления паров вредных веществ от технологического оборудования;
- корпуса различного оборудования.

### Изделия из рулонного стеклопластика
Рулонные стеклопластики марки РСТ представляют собой гибкий листовой материал, изготавливаемый из стекловолокнистых нетканых материалов и тканей с массой от 100 до 850 г/м² и полимерного связующего с добавками, и предназначенный для применения в качестве покровного слоя теплоизоляции трубопроводов, находящихся внутри и вне помещений при температуре окружающей среды от −40 до +60 °C. Рулонный стеклопластик укладывают по выравнивающему слою, для создания которого используют рубероид. Материал РСТ укладывают спирально или отдельными полотнищами с нахлестом, а швы проклеивают.